# 温布尔登 (伦敦)
温布尔登（英語： /ˈwɪmbəldən/，又译温布尔顿）是英國英格蘭倫敦西南部默顿区里的一块地方。它位于大倫敦区。它也是温布尔登网球锦标赛和新温布尔登剧院的主办地区，还包括伦敦最大公众休闲场地之一的溫布頓公地。